# Maghan I
Maghan I, död 1340, var en afrikansk härskare. Han var Mansa, monark, i Maliriket mellan cirka 1337 och 1340.